# Gbôklé
Gbôklé és una de les 31 regions de Costa d'Ivori. Està situada a la costa de l'oceà Atlàntic, al golf de Guinea, al sud del país, una mica més a l'oest del centre d'aquest. Té una superfície de 7.225 km² i el 1998 tenia 233.632 habitants. La seva capital és la ciutat de Sassandra. Gbokle havia format part de l'antiga regió de Baix Sassandra. Juntament amb les regions de San-Pédro i de Nawa conformen el Districte del Baix Sassandra.

## Geografia i situació geogràfica
A Sassandra, la seva capital, hi ha la desembocadura del riu Sassandra.
Al sud hi té el golf de Guinea, a l'oest hi ha la regió de San-Pédro, al nord hi ha les regions de Nawa i de Loh-Djiboua i a l'est hi ha els departaments de Loh-Djiboua i de Grands Pons.

## Departaments i municipis
A la regió de Gbôkle hi ha els departaments de Sassandra i de Fresco, que també són els dos únics municipis.

## Economia
En el sector terciari, hi destaca el comerç. Hi ha indústries de transformació de mandioca i de cautxú a Gaoulou. L'artesania de la regió està poc desenvolupada.
El cafè, cacau, oli de palma i hevea són els principals cultius de renda que hi ha a la regió. Els productes alimentaris principals que s'hi conreen són l'arròs, la mandioca, la banana, el nyam, el taro, la patata dolça, i les fruites i hortalisses (aubergínia, ocra, pebrot, taronges i fruita de la passió).
També destaca el pes de la pesca. El 2013 es van pescar 5.325.235 kg de peixos, 109.638 kg de crustacis i 50.710 kg de mol·luscs.

## Turisme
Els principals atractius turístics de Gbokle són:
- 200 km de costes i les seves platges.
- Penyas-segats i llacunes interiors.
- Edificis històrics com la casa del Governador, el pont del general Weigand, la Catedral de Sant Andreu, etc.
- El riu Sassandra i els seus afluents.
- L'Illa de Gaolou, els penya-segats de Fresco i els penya-segats del riu Sassandra.

## Cultura
Els pobles autòctons de la regió són els neyos, els godiés, els kodies i els bakoués.